# Nardis Records
Nardis Records is een Amerikaans platenlabel, dat zich vooral toelegt op het uitbrengen van jazz-platen. Het label werd in 2003 opgericht door de jazz- en rockpianist, en zanger Ben Sidran. De naam is ontleend aan een jazz-nummer dat beroemd is geworden door Bill Evans. Het logo is gebaseerd op een schets van jazz-trompettist Miles Davis, Man in balance, dat Davis in 1986 aan Nardis schonk.
Op het label is muziek uitgebracht van onder meer Ben Sidran en zijn zoon, Leo Sidran, Joy and the Boy, Ana Laan en Clyde Stubblefield. Nardis Records heeft een compilatieserie (Nardis Music Presents) waarop muziek van Nardis en Sidrans label GoJazz uitkomt. Het label brengt naast jazz ook muziek in andere genres uit: wereldmuziek, funk en elektronische muziek. 
Nardis is een dochterlabel van Liquid8 en wordt in Amerika gedistribueerd door Navarre. 